# Christína Papadáki
Christína Papadáki (griechisch Χριστίνα Παπαδάκη, * 24. Februar 1973 in Athen) ist eine ehemalige griechische Tennisspielerin.

## Karriere
Papadáki begann im Alter von neun Jahren mit dem Tennis. Während ihrer Tennislaufbahn gewann sie ein WTA-Turnier und sechs ITT-Turniere im Doppel. Im Einzel waren es vier ITF-Turniere. 1999 beendete sie ihre Karriere.
Sie nahm im Einzel und Doppel an den Olympischen Sommerspielen 1992 in Barcelona und 1996 in Atlanta teil, wo sie jeweils in der ersten Runde ausschied.
Von 1988 bis 1999 spielte sie für die griechische Fed-Cup-Mannschaft. Von ihren 60 gespielten Partien gewann sie die Hälfte.

## Turniersiege

### Doppel
| Nr. | Datum        | Turnier | Kategorie    | Belag | Partnerin       | Finalgegnerinnen            | Ergebnis |
| --- | ------------ | ------- | ------------ | ----- | --------------- | --------------------------- | -------- |
| 1.  | Februar 1999 | Bogotá  | WTA Tier IVa | Sand  | Seda Noorlander | Laura Montalvo Paola Suárez | 6:4, 7:6 |